# Нікітенкова Ганна Софонівна
Ганна Софонівна Нікітенкова (2 лютого 1925, село Скелювате Вільнянського району Запорізької області — 20 вересня 2016, місто Запоріжжя) — українська радянська діячка, доярка, завідувачка тваринницької ферми колгоспу імені Дзержинського Вільнянського району Запорізької області. Герой Соціалістичної Праці (22.03.1966). Депутат Верховної Ради УРСР 5, 6 і 7 скликань (1959—1971).

## Біографія
У 1941 закінчила Оріхівський сільськогосподарський технікум за спеціальністю зоотехнік.
У 1943—1963 роках працювала зоотехніком, дояркою колгоспу імені Дзержинського села Любимівка, Вільнянського району Запорізької області.
З 1959 по 1966 р. надоювала від кожної корови по 5 300 кг молока, за що одержала звання Героя Соціалістичної Праці.
У 1963—1983 роках працювала завідувачем молочно-тваринницької ферми колгоспу імені Дзержинського. Була керівником районної школи передового досвіду доярок.
Потім — на пенсії у місті Запоріжжі.

## Нагороди
Нагороджена срібною медаллю ВДНГ (1956), двома орденами Леніна (26.02.1958, 22.03.1966), медаллю «За розвиток Запорізького краю» (2004).